# Augustaeini
Augustaeini è una tribù di ragni appartenente alla Sottofamiglia Spartaeinae della Famiglia Salticidae dell'Ordine Araneae della Classe Arachnida.

## Distribuzione
L'unico genere oggi noto di questa tribù è stato rinvenuto a Singapore.

## Tassonomia
A giugno 2011, gli aracnologi riconoscono 1 solo genere appartenente a questa tribù:
- Augustaea Szombathy, 1915 — Singapore (1 specie)